# 卡索拉-因卢尼贾纳
卡索拉-因卢尼贾纳（義大利語：Casola in Lunigiana），是意大利托斯卡纳大区马萨-卡拉拉省的一个市镇。总面积42平方公里，人口1055人，人口密度25.1人/平方公里（2009年）。ISTAT代码为045004。